# Peter Sarris
Peter Sarris  (* 15. September 1971 in St Albans) ist ein britischer Byzantinist.
Peter Sarris besuchte die St Albans School und studierte moderne Geschichte am Balliol College in Oxford (1990–1993), danach wurde er (durch Prüfung) in ein Prize Fellowship am All Souls College in Oxford gewählt (wo er von 1993 bis 2006 Fellow war). Er kam 2000 als Universitätsdozent und Fellow des Trinity College nach Cambridge und war Gaststipendiat an der Rice University und an der Dumbarton Oaks Research Library. Von 2014 bis 2018 saß er für die Labour Party im Cambridge City Council.
Er forscht über die Sozial-, Wirtschafts- und Rechtsgeschichte der Spätantike, des Frühmittelalters und von Byzanz.
2023 wurde ihm der London Hellenic Prize für seine Biographie von Justinian I. zugesprochen.

## Schriften (Auswahl)
- Economy and Society in the Age of Justinian. Cambridge 2006, ISBN 0-521-86543-3,
- mit Geoffrey Arthur Williamson (Hrsg.): Procopius: The Secret History, London 1966, Penguin Books, London 2007.
- Empires of Faith. The Fall of Rome to the Rise of Islam, 500–700. Oxford 2011, ISBN 0-19-926126-1.
- mit Matthew Dal Santo, Phil Booth (Hrsg.): An Age of Saints? Power, Conflict and Dissent in Early Medieval Christianity. Leiden 2011, ISBN 90-04-20660-4.
- Byzantium. A Very Short Introduction. Oxford 2015, ISBN 978-0-19-923611-4.
- mit David J. D. Miller: The novels of Justinian. A complete annotated English translation. Cambridge 2018, ISBN 978-1-107-00092-6.
- New Approaches to the Plague of Justinian. In: Past and Present, 13 November 2021 doi:10.1093/pastj/gtab024
- Justinian: Emperor, Soldier, Saint. Basic Books, 2023